# Appletree Garden Festival
Das Appletree Garden Festival ist ein dreitägiges Open-Air-Festival, das jährlich in Diepholz (Niedersachsen) stattfindet.

## Ausrichtung
Das Appletree Garden Festival präsentiert jährlich ein spartenübergreifendes Musikprogramm mit dem Fokus auf Indie-Pop-, Electro- und Rock-Bands. Dabei spielen neben bekannteren Künstlern wie Metronomy, AnnenMayKantereit, Grizzly Bear, Tocotronic, Sophie Hunger, Bilderbuch oder Crystal Fighters auch eher unbekannte Newcomer und Nachwuchsbands auf dem Festival. Zusätzlich gibt es ein Rahmenprogramm aus Lesungen, Workshops und weiteren Show-Acts. Das Festival wird im Diepholzer Bürgerpark ausgerichtet. Die Besucherzahl ist auf 5.500 Zuschauer begrenzt.

## Verein zur Förderung der Jugendkultur e. V.
Der Verein zur Förderung der Jugendkultur e. V. wurde 2001 gegründet. Zielsetzung des Vereins ist es, einmal jährlich das Appletree Garden Festival in Diepholz auszurichten. In den Anfangsjahren wurden zudem andere kulturelle Veranstaltungen, wie Lesungen und Musikabende, im Raum Diepholz organisiert. Der Verein besteht zum größten Teil aus jungen Menschen aus dem Raum Diepholz, Hannover und Köln, die ehrenamtlich tätig sind.
Anfang 2020 gründete der Verein die Nicht weit vom Stamm GmbH, mit der Absicht die finanziellen Risiken besser auffangen zu können.

## Geschichte

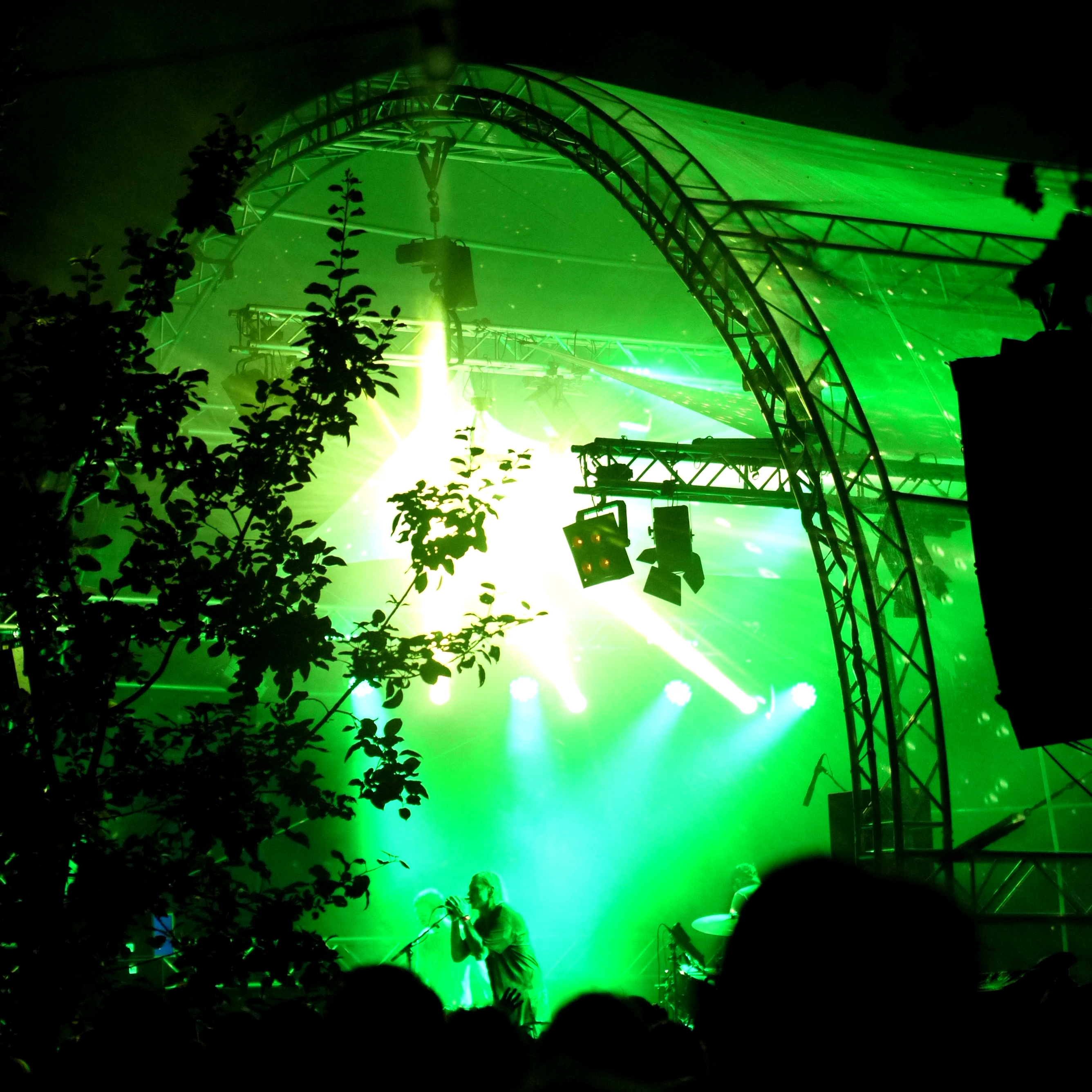
Die Waldbühne des Appletree Garden Festival 2013

Von 2001 bis einschließlich 2005 fand das Festival auf einer Apfelbaumwiese in Cornau, Drebber statt. In den ersten Jahren traten vor allem lokale und unbekannte Künstler auf. Seit 2006 findet das Festival im Bürgerpark in Diepholz statt.
Seit 2017 wird der Campingplatz des Festivals mit einem Bauzaun gesichert. In diesem Jahr kam auch das Spiegelzelt als neue Bühne dazu.
Im Jahr 2020 musste das Festival aufgrund der Corona-Pandemie abgesagt werden. Auch im Jahr 2021 gab es nur eine kleine Ausgabe in der Form des Garden Friends, hauptsächlich für Unterstützende und Helfende.
Seit 2022 gibt es mit der Bühne Tiefes Holz einen weiteren Schauplatz auf dem Festivalgelände. Die neue Bühne wird hauptsächlich als elektronischer Dancefloor genutzt.
In 2025 wurde die Bühne Spiegelzelt durch das Zirkuszelt ersetzt. Eine weitere Neuerung war der Verkauf von Tagestickets für den Samstag.

## Line-Ups
- 2001: Presence of Mind, Fruchtfleisch, Thorge-Band
- 2002: Rasputin, Presence Of Mind, Undiscovered, Laconic Star, Non Disjunction, Kali-Yuga, Horstprojekt
- 2003: Dysfunktion, Marycones, Queen Mum, Alices Gun (jetzt Madsen), Knorke Südfrucht, Des Wahnsinns Fette Beute
- 2004: The Broken Beats, Dysfunktion, Zoma, Jam Salaam, Noetics, Presence of Mind, Fuzzy Casino, Malouyn, Horstprojekt
- 2005: Harmful, Werle & Stankowski, Transmitter, The Hara Kee Rees, Henry Reyels, Jam Salaam, The Unfuzzbarn
- 2006: Kate Mosh, Timid Tiger, Belasco, Nachlader, Decoration, Fotos, The Man, Transmitter, The Everlasting now, I Am B. Dexter, Ach Was, Any Day Now, Chinaski
- 2007: Fotos, Polarkreis 18, Trashmonkeys, Urlaub in Polen, Super 700, EL*KE, Henry Reyels, The Rain, KFZ & Band, Knorke Südfrucht
- 2008: The Robocop Kraus, Kilians, Why?, Olli Schulz, Eight Legs, Mintzkov, Werle & Stankowski, John Goldtrain, Beeline, Gloria Swanson, The Unfuzzbarn, The Flaming Cucumbers, Omas Ganzer Stolz
- 2009: Friska Viljor, Tiger Lou, Super700, Eight Legs, ClickClickDecker, Handsome Furs, Bonaparte, Kissogram, Beat!Beat!Beat!, The Black Box Revelation, Diego, Jack Beauregard, Ludwig Van, The Morbid Minds, Banana Roadkill
- 2010: Get Well Soon, Die Sterne, Friska Viljor, We Were Promised Jetpacks, Gisbert zu Knyphausen, FM Belfast, We Have Band, Bratze, Go Back To The Zoo, Balthazar, Talking To Turtles, Hellsongs, Oh No Ono, Roman Fischer, Stompin’ Souls, 1000 Robota
- 2011: Beat! Beat! Beat!, Bodi Bill, Bombay Bicycle Club, Bye Bye Bicycle, Future Islands, Go Back To The Zoo, Hundreds, Isbells, Johnossi, Junip, Kat Frankie, Metronomy, Moss, Retro Stefson, Tellavision, The Black Atlantic, Tim Neuhaus, When Saints Go Machine, Who Knew
- 2012: Abby, Apparat, Balthazar, Breton, Chris Klopfer, Clock Opera, Crystal Fighters, Der Don und Daniel, Dillon, Dry The River, Me And My Drummer, Other Lives, Reptile Youth, School Is Cool, Sizarr, Sóley, Steaming Satellites, The Chap, The Hundred In The Hands, Touchy Mob, Two Gallants, Vierkanttretlager
- 2013: Shout Out Louds, Crystal Fighters, Kakkmaddafakka, Efterklang, The Thermals, When Saints Go Machine, Käptn Peng & Die Tentakel von Delphi, Ewert and the Two Dragons, SOHN, Rangleklods, Mikhael Paskalev, DENA, Honig, The/Das, COMA, Roosevelt, Fuck Art, Let’s Dance!, Jacco Gardner, Trümmer, Generationals, The Fog Joggers, Fenster, Mighty Oaks, BRNS, Mozes And The Firstborn, Say Yes Dog
- 2014: Moderat, FM Belfast, WhoMadeWho, Balthazar, Alle Farben, Son Lux, William Fitzsimmons, We Were Promised Jetpacks, Mount Kimbie, Is Tropical, Linkoban, Lucy Rose, HVOB, Dan Croll, Findlay, Kate Tempest, La Femme, Coley, Hundreds, Bilderbuch, Klaus Fiehe, Highasakite, Natas Loves You, AnnenMayKantereit, Xul Zolar, Scarlett O'Hanna, Berndsen, Kensington, Ωracles, Mø
- 2015: The Acid, Alice Phoebe Lou, AnnenMayKantereit, Aurora, AV AV AV, Benjamin Clementine, Blaue Blume, BRNS, Coely, Die Nerven, Darvin Deez, Erlend Øye and the Rainbows, Friska Viljor, Frittenbude, Intergalactic Lovers, Jack Garratt, Jake Isaac, Jesper Munk, L’Aupaire, Mighty Oaks, Oscar and the Wolf, Reptile Youth, Say Yes Dog, Sizarr, SOAK, Tanzklub Ost, The Acid, The Great Joy Leslie, Tocotronic, Tour of Tours, Die Vögel, Wanda, Weval
- 2016: Parcels, Von Wegen Lisbeth, The Slow Show, Goose, Monolink, Woman, Her, We Are the City, Sara Hartman, Georgia, Me And My Drummer, Oddisee, AnnenMayKantereit, David August, Django Django, Slow Magic, Faber, Lilly Among Clouds, Ian Fisher, Blaue Blume. Alex Vargas, Roosevelt, Jamie Woon, Sophie Hunger, Käptn Peng & Die Tentakel von Delphi, Bilderbuch, RSS Disco
- 2017: Alice Merton, Allah-Las, Asgeir, Aurora, Boy, Coma, Consolers, Die Höchste Eisenbahn, Drangsal, Elektro Guzzi, Erobique, Everything Everything, Faber, Fil Bo Riva, Giant Rooks, Goldroger, Gurr, Habibi Funk, Heinz Strunk, Jake Isaac, Joy Wellboy, Kid Simius, Klangstof, Kollektiv Ost, L.A. Salami, Lea Porcelain, Let's Eat Grandma, Loyle Carner, Maeckes, Martin Kohlstedt, Me + Marie, Otzeki, Oum Shatt, Rikas, Robert Alan, Seafret, Sick, Sven Dohse, Tash Sultana, Trentemøller, Voodoo Jürgens, Warhaus
- 2018: 47Soul, Aaron Ahrends, Acid Arab, Altın Gün, Ankathie Koi, Bad Sounds, Bukahara, Cari Cari, Confidence Man, Dan Croll, David Dorad, Dendemann, Die Nerven, Dirk Gieselmann, Goldroger, Granada, Grandbrothers, Grizzly Bear, Her, IDER, Ilgen-Nur, Isolation Berlin, Jade Bird, Jason Bartsch, Kuriose Naturale, Leoniden, Linkoban, Linus Volkmann, Lucy Rose, Moderat, Noga Erez, Odd Couple, Olli Schulz, Parcels, Pasha, Pauli Pocket, Pish, Pottoriginale, Rhys Lewis, Sam Vance-Law, Siegfried & Joy, SuperParka, Swutscher, The Notwist, Von Wegen Lisbeth, Vök, Weval, WhoMadeWho
- 2019: Alli Neumann, Ameli Paul, ÄTNA, Balthazar, Barns Courtney, Blond, Bonaparte, Cari Cari, Children, Dirk Gieselmann, Ernesto Lucas, Faces on TV, Fil Bo Riva, Franc Moody, Giant Rooks, Golden Dawn Arkestra, Hundreds, Ibeyi, International Music, Iorie, Jan Oberländer, Joan As Police Woman, Jungstötter, Käptn Peng & Die Tentakel von Delphi, Kate Tempest, Kerala Dust, Kid Simius, Klaus Johann Grobe, Lisa Morgenstern, Mambo Schinki, Maxi Gstettenbauer, MEUTE, My Baby, Neufundland, O/Y, Paul Bokowski, Pip Blom, Roberto Bianco & Die Abbrunzati Boys, Ronja von Rönne, Say Yes Dog, Shkoon, Stefanie Sargnagel, Tamino, Tempesst, The Great Granny Show, The Screenshots, ZAP, Tshegue, Whitney, YIN YIN
- 2020 und 2021 fielen wegen der Corona-Pandemie aus
- 2022: Albertine Sarges, Alice Hasters, Alice Phoebe Lou, Alma Linda, Altın Gün, alyona alyona, Ankaïn, Annett Gapstream, Barbaren Barbies, Black Sea Dahu, BROCKHOFF, Buntspecht, Curtis Harding, Daði Freyr, Dirk Gieselmann, Edwin Rosen, Elias Doré, Faber, Faux Real, Get Jealous, Gustaf, Ilona Hartmann, Isabeau Fort, Juno Francis, Kakkmaddafakka, Kat Frankie, Kid Simius & Bonaparte, Late Night Circus, Lime Cordiale, Los Bitchos, Mambo Schinki, Metronomy, Midas 104, Mind Enterprises, nand, Noga Erez, Núria Graham, Oehl, orbit, Provinz, Ravi Kuma, Rikas, Roy Bianco & Die Abbrunzati Boys, Roller Derby, Sarah Wild, Sharktank, Shkoon, Siegfried & Joy, Sophia Kennedy, Sylvie Kreusch, Team Scheiße, Thala, The Holy, The Düsseldorf Düsterboys, The Lips, Tiny Wolves, WEZN[20]
- 2023: Aaron Ahrends, Alma Linda, Antilopen Gang, Betterov, Biig Piig, Bilderbuch, Billy Nomates, Blond, Blumengarten, Blush Always, Bombay Bicycle Club, Burnout Ost-west, Caroline Rose, Chocolate Remix, Crucchi Gang, Dan Deacon, Dilla, Dirk Gieselmann, DJ Schmusewelt, Dogchild, Dolphin Love, Donkey Kid, Frida Darko, Fuffifufzich, Gwendoline, Hamburger Kneipenchor, Haensen & Gretel, Islandman, Katy J Pearson, Kerala Dust, Late Night Circus, Lemonella, Lie Ning, Luisa Neubauer, Luksan Wunder, Mar Malade, Martin Kohlstedt, Mine & Orchester, Monkeyman, Nation of Language, Nina Kunz, Nnamdi, Nu Genea, Olivia Dean, Pauli Pocket, Porridge Radio, QuinzeQuinze, Roland Cristal, Sahra Bass, Steintor Herrenchor, Strongboi, Temmis, Uche Yara, Von Wegen Lisbeth, Warhaus, Zimmer90[21]
- 2024: ACUD, Ameli Paul, ÄTNA, Anna Erhard, Berq, BĘÃTFÓØT, Bukahara, BumBumDisko, Buntspecht, Bush.ida, Charlotte Adigéry & Bolis Pupul, Crystal Fighters, David Bay, Derya Yıldırım & Grup Şimşek, D&J, Edwin Rosen, ENGIN, Fatoni, futurebae, Gereon Klug, Get Jealous, Go-Jo, Grove, Haensen & Gretel, Isabeau Fort, J. Bernardt, Julie Pavon, Kasi, Kataya, La Femme, Lalalar, Lana Lubany, Late Night Circus, Leoniden, Lisa Luka, Marie Curry, Master Peace, Miriam Davoudvandi, MS Gérado, Paula Carolina, Picture Parlour, Rachel Chinouriri, Royel Otis, Say Yes Dog, Sinamin, The Vaccines, Tiny Wolves, TootArd, TRÄNEN, Tropikel Ltd., Waffel + Wodka, Wanda[22]
- 2025: 2 Girls 1 Club, 6euroneunzig, Alma Linda & Elizen the Emperor, Apsilon, AUGN, AySay, BABYJOY, BIBIZA, Bon Enfant, BumBumDisko, Bummelkasten, CATT, Chloe Slater, Ciao 3lla, Colt, Das Beat, Elias Doré, Faber, Fat Dog, Fckfrvr, Franc Moody, Fuffifufzich, GbR, GRENZKONTROLLE, Haensen&Gretel, Hermine Flanger & Rhabarber, Hubertus Koch, iedereen, JACOTÉNE, Kalipo, Kate Nash, KID SIMIUS, Ko Shin Moon, Lara Hulo, MC WINDHUND, Mel D, Molly Payton, Noga Erez, Oracle Sisters, orbit, Roy Bianco & Die Abbrunzati Boys, Sally Lisa Starken, Shout Out Louds, Siggi, SOFFIE, Soft Loft, Sylvie Kreusch, Team Scheisse, Überhaupt & Außerdem, UREM, Valentino Vivace, Waffel + Wodka, Wallners, Zaho de Sagazan, Zimmer90, Zwischen Zwei Und Vier[23]

## Auszeichnungen
Das Appletree Garden Festival 2023 wurde mit dem Niedersächsischen Pop Award in der Kategorie Festival of the Year ausgezeichnet.